# Histoire familiale

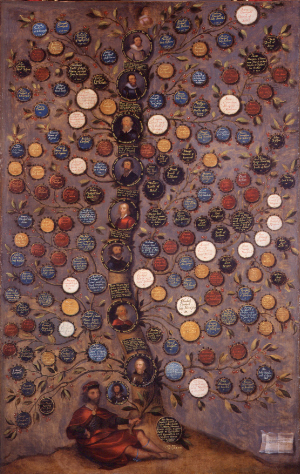
Arbre d'ascendance généalogique de George Jamesone

L’histoire familiale est la recherche et l'analyse systématiques des événements passés et présents se rapportant à une famille ou des familles.

## Définition
Dans le sens strict du terme, une histoire familiale est la biographie d'une même famille sur plusieurs générations, sur la base d'une recherche généalogique et enrichie de l'histoire complète de sa place dans la société, des drames, des réalisations ou des échecs et de l'acquisition ou la perte de biens et de titres.
Cette étude s'appuie principalement sur l'histoire orale de la période récente et des documents d'archives pour la période de vie ne pouvant plus faire appel à la mémoire. Quand l’histoire personnelle d’un individu n'est pas connue, beaucoup d’éléments peuvent être déduits d’après les écrits d’autres personnes. Par exemple, l'expérience d’un seul soldat peut être supposée d’après l'histoire de son unité militaire, ou le voyage d’un migrant peut être décrit selon le journal de bord d'un autre voyageur sur le même navire.

## Types de recherches familiales
Les types de recherches sur l'histoire familiale comprennent :
- la généalogie (retraçant la filiation d’une personne vivante du passé au présent ou la descendance d’un personnage historique jusqu’à nos jours, en utilisant les documents d'archives)
- la généalogie génétique (révélant les relations entre les personnes vivantes en comparant leur ADN)
- l’étude d’un nom (recherche de toutes les personnes ayant un nom identique)
- l’étude d’un lieu (histoire d’une population incluant l’Allemagne Ortsfamilienbuch)
- l’étude héraldique et de noblesse (recherches sur le droit des personnes à porter les armoiries ou revendiquer un titre de noblesse)
- l’étude des clans (recherches sur les groupes ayant une filiation patrilinéaire ou matrilinéaire à un chef de tribu et de ses serviteurs, bien qu'ils ne soient pas liés par le sang et peuvent ne pas partager le même nom de famille.
- histoire sociale et économique d’une famille (raconte l'histoire de la situation d'une famille dans la société ou ses réalisations économiques grâce à des récits écrits ou oraux ou des informations sur leur vie selon des sources historiques)

Contrairement à certaines formes de micro-histoire, telles que l’histoire de l'entreprise ou l’histoire locale, les recherches d’antécédents familiaux commencent par une idée approximative de l'étendue de l'entité, la famille élargie, et ne la définit jamais pleinement, puisque le début des origines de toutes les familles devient incertain dans les temps préhistoriques. La généalogie génétique offre peu d'espoir d'aller au-delà de cette limite.

## Motivations
L’intérêt pour l'histoire familiale varie selon les personnes.
Elle ne trouve pas de réelle justification au regard de la société où l'identité se définit autant par un réseau familial que par la réalisation personnelle. La réponse à la question "Qui êtes-vous?" sera une description du père, de la mère et du groupe ou de la tribu. Par exemple en Nouvelle-Zélande, les Māoris apprennent le Whakapapa (généalogie) afin de découvrir leurs origines.
Jusqu'à la fin du XIXe siècle, les histoires familiales présentaient un intérêt uniquement pour ceux qui avaient obtenu leurs biens ou leur titre par héritage. D'autres personnes, déshéritées, pouvaient dans des cas extrêmes, effacer l'histoire de leur famille, sujet de honte pour eux.
Au XXe siècle, dans des pays comme les États-Unis ou l’Australie, a grandi la fierté parmi les pionniers et les bâtisseurs de la nation. La recherche de descendance a été un sujet de préoccupation parmi certains groupes tels que les Filles de la Révolution américaine contribuant à différencier les descendants de ces migrants avec un statut inférieur.
Dans l'Allemagne nazie, les antécédents familiaux ont été compilés afin de confirmer la filiation des individus dits de "race supérieure" et de se conformer aux exigences légales du mariage.
De nos jours, l'histoire familiale se tourne vers de nouvelles sources telles que la célébration de la résistance des familles ayant survécu à des générations de pauvreté ou d'esclavage, ou bien l'intégration réussie de familles malgré les barrières raciales ou nationales. Certaines histoires familiales mettent l’accent sur les liens avec des criminels célèbres tels que le hors-la-loi Ned Kelly en Australie.
L’histoire familiale joue un rôle dans la pratique de certaines croyances religieuses. Par exemple, le baptême pour les morts est une doctrine de l’Église de Jésus-Christ des saints des derniers jours dont les membres effectuent des recherches d’antécédents familiaux.
Certains établissements scolaires proposent aux étudiants des projets de recherche comme un moyen d’enseignement sur l’immigration et l'histoire des nations.
L'intérêt croissant pour l'histoire familiale dans les médias auquel s’ajoute un accès plus facile aux documents en ligne a permis aux personnes intéressées de commencer à rechercher leurs origines. Cette curiosité peut être particulièrement forte en raison de la rupture des antécédents familiaux, par exemple, à la suite de l’adoption ou du deuil.
Les histoires familiales peuvent être également recherchées dans le cadre de la psychogénéalogie cherchant à connaître les événements, traumatismes, secrets, conflits vécus par les ascendants d’un individu. dans le but de comprendre son comportement.

## Collecte des événements présents
Souvent créées pour être la mémoire des personnes décédées, les personnes effectuant les recherches familiales peuvent elles-mêmes effectuer la collecte des événements présents dans le but de les transmettre aux générations futures.

## Effectuer les recherches
L’histoire familiale peut être consignée soit sous la forme d'un document imprimé, un document électronique, un enregistrement sonore ou une vidéo qui préserve cette histoire pour les générations futures. Les lecteurs s'attendent à la description du lieu d’origine de la famille, le nom des membres de la famille et le lieu où elles se sont mariées.
Certains des documents utilisés pour commencer les histoires familiales sont :
- Souvenirs familiaux  :
  - journaux personnels, lettres, livres divers, albums et documents éphémères
  - livrets de famille
  - cahiers et bulletins scolaires, diplômes,
  - Certificat de naissances, mariages, certificat de décès
  - documents liés à un procès
  - titres de propriétés
  - cahiers militaires, distinctions militaires
  - faire-part et contrats de mariage
  - images pieuses
  - photos

- Archives externes à la famille :
  - registres de Baptêmes
  - Certificat de mariage
  - Registres de Cimetière et tombes
  - Recensements
  - Les rapports du coroner
  - Registres de décès
  - Répertoires, annuaires professionnels, répertoires de rues, annuaires téléphoniques
  - Registres Militaires,
  - journaux, nouvelles et les annonces
  - dossiers de propriétés et plans de cadastre
  - Documents publics : documents de sécurité sociale (aux États-Unis), les registres Poor Law (au Royaume-Uni), les listes électorales
  - dossiers fiscaux

Aujourd'hui, de nombreuses personnes utilisent ces documents pour reconstituer l'histoire de leur famille. Mais la plupart de ces dossiers ne comprennent que les détails techniques de la vie d'une personne comme sa date de naissance, qui il a épousé, les emplois occupés, etc., mais ils contiennent très peu de choses sur la personne elle-même tels que ses goûts, ses loisirs, ses espoirs et ses rêves.
De nos jours, des sites Internet d’Histoire familiale sont souvent la principale source d'information. Certains offrent des ressources (comme les recensements ou les registres civils) qui étaient disponibles auparavant uniquement sur microfiches ou format papier, et d’autres sont conçus pour partager les informations ou pour connecter les personnes partageant les mêmes ancêtres ou les mêmes intérêts de recherche
.